# Жиних
«Жиних» (ератив від «наречений») — радянський короткометражний чорно-білий фільм 1960 року, курсова робота режисера Елема Климова. Комедійний фільм без слів з навмисною орфографічною помилкою в назві був удостоєний премії на кінофестивалі студентських фільмів ВДІКу.

## Сюжет
Йде контрольна з математики з двома варіантами. За однією з парт сидять хлопчик і дівчинка, у хлопчика на спині сусід позаду пише крейдою: «Жиних». Дівчинка страждає і ніяк не може приступити до вирішення завдань. Хлопчик, явно симпатизує їй, хоче допомогти і просить сусіда-відмінника спереду дати списати той варіант контрольної, який потрібен його сусідці. Однак відмінник, бачачи, що герой старається для дівчинки, демонстративно загороджує свою зошит. Нарешті, герой дістає з портфеля свій скарб, компас, і пропонує його відмінникові. Той дає списати рішення, хлопчик списує його, а дівчинка переписує до себе в зошит. Урок закінчується, всі по черзі здають роботи, в тому числі і дівчинка. Останнім в класі залишається головний герой, який так і не вирішив своє власне завдання… Вчителька під час контрольної читає п'єсу Шекспіра «Ромео і Джульєтта», причому картинки в книзі перегукуються з подіями, що відбуваються за партою героїв.

## У ролях
- Галина Малиновська — вчителька

## Знімальна група
- Режисер — Елем Климов